# 麻桶の毛
麻桶の毛（あさおけのけ）は阿波（現在の徳島県）三好郡加茂村に現れたとされる妖怪。徳島の古書『阿州奇事雑話』に記載がある。

## 概要
加茂村の彌都比売神社（やつひめ）神社（文献によっては弥都波能売〈みつはのめ〉神社とも）の神体の麻桶に入れられた毛がその正体であるという。
神社に奉られている神の心が穏やかでないときに、その毛が長く伸びて麻桶から出て人を襲いだすという。『阿州奇事雑話』にある伝説によれば、かつて近隣の村を荒らし回っていた山賊が、ある晩に神社の祠に集まって盗品を分配していたところ、気づかぬ内にこの神体の毛が長く伸びて麻桶の蓋を突き上げ、1本の毛が山賊の人数分に裂け、山賊たちを締め上げた。そのまま山賊たちはどうすることもできず、翌朝追っ手に捕えられてしまったという。
妖怪漫画家・水木しげるの著書では「麻桶毛（まゆげ）」の題で記載されており、大きな毛の塊のような姿で人を襲う様子が描かれている。

## 類話

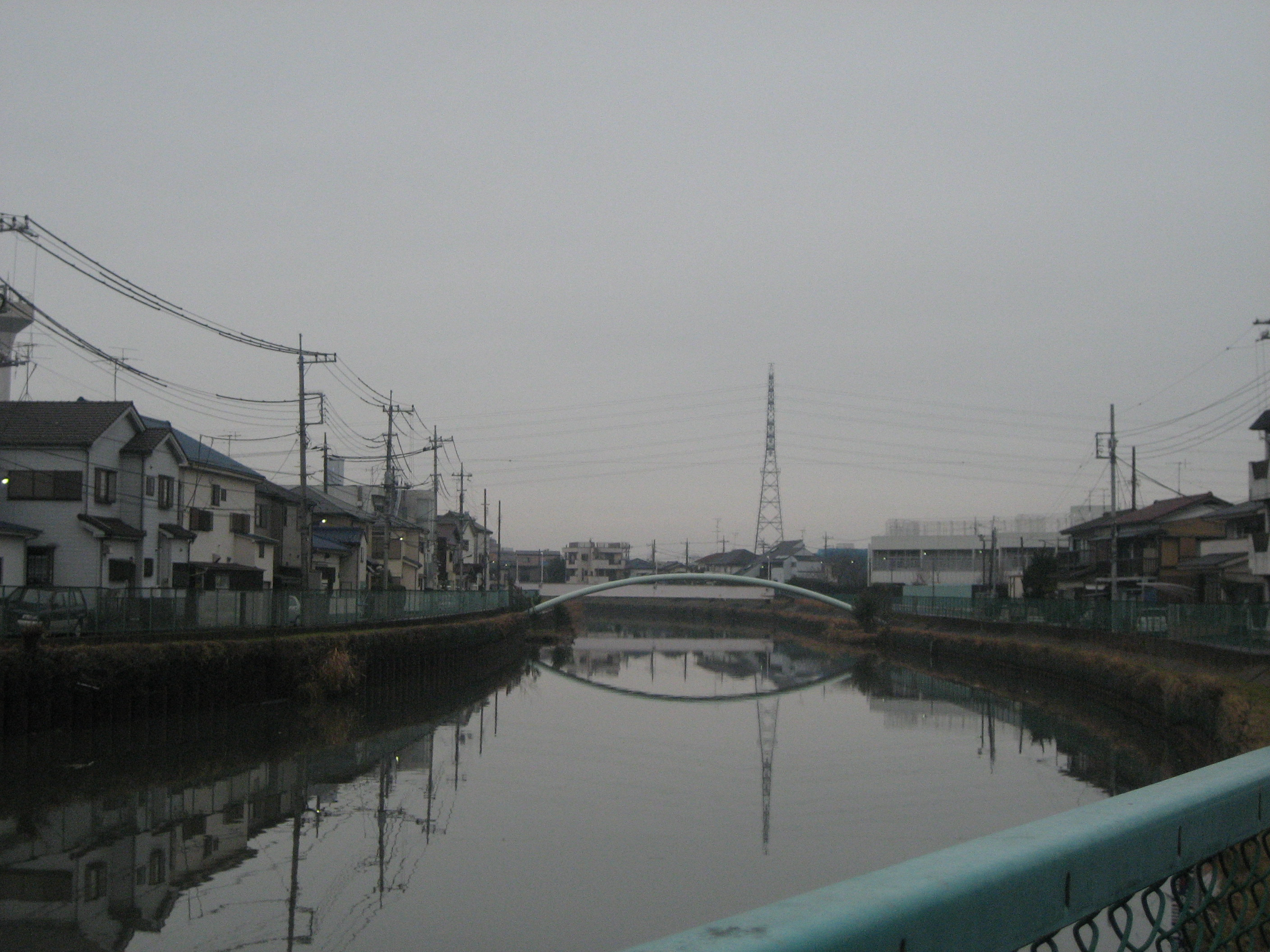
毛長神社の伝承の残る埼玉県の毛長川

本項と同様に、毛を神体とする事例は他にも各地でみられる。
埼玉県草加市新里町の毛長神社では、6メートルもの長さの髪を持つ女性が人々の幸せを祈りつつ入水したといい、その髪が毛長神社の神体になったと伝えられる。この毛は箱に納められて神体として祀られていたものの、あるときに不浄の物と見なされて、大水のときに流されてしまったといわれる。別説ではこの毛長神社の毛は素戔嗚尊の妹姫の髪とも、新里のある女性が男性との悲恋から毛長川に身を投げ、後に川から長い髪が見つかったものともいう。
また群馬県多野郡上野村大字新羽では、神流川を流れていた栗野権現または橋姫の陰毛が神体とされている。
千葉県館山市の洲崎神社の神体も髪の毛とされる（洲崎神社#文化財）。